# 円山和子
円山和子（まるやま かずこ）は、秋田県中仙町（現：大仙市）出身の演歌歌手。秋田県立角館南高等学校出身。MKプロモーションに所属。オーシャンパシフィック・ホリデー業務提携。

## 概略
1989年、民謡から演歌に転身。「ドンパン節だよおらがの里は」「角館ワルツ」でデビュー。股旅演歌をメインに歌っている。円山和子で活動する前は「萩ゆう子」、「和泉ゆう子」として活動していた。
2005年に日本クラウンからコロムビアレコードへ移籍し「大親分/蛍舞」を全国発売。

## 作品

### 萩ゆう子時代
- ドンパン節だよおらがの里は
- 角館ワルツ

### 和泉ゆう子時代
- 花歌三度笠
- お約束

### 円山和子時代
- おんなの艶歌
- みちのくの宿
- 命の街道
- 男の演歌
- 思い出の北の盆
- 大親分
- 蛍舞
- 八乙女（デビュー20周年記念曲）